# 1919 en science-fiction
| Années de la science-fiction : 1916 - 1917 - 1918 - 1919 - 1920 - 1921 - 1922    |
| Décennies de la science-fiction : 1880 - 1890 - 1900 - 1910 - 1920 - 1930 - 1940 |

L'année 1919 est marquée, en matière de science-fiction, par les événements suivants.

## Naissances et décès

### Naissances
- 3 octobre : John Boyd, écrivain américain, mort en 2013.
- 15 octobre : Edwin Charles Tubb, écrivain britannique, mort en 2010.
- 26 novembre : Frederik Pohl, écrivain américain, mort en 2013.

## Événements
- Création de la revue littéraire française Sciences et Voyages, qui perdurera sous ce nom jusqu'en 1971.

## Prix
La plupart des prix littéraires de science-fiction actuellement connus n'existaient alors pas.

## Parutions littéraires

### Romans
- La Sphère d'or par Erle Cox.